# الطيب أحسن (ألبوم)
الطيب أحسن هو الألبوم الأول للفنان المصري محمد عدوية، تم إصداره عام 2003 من إنتاج شركة كلمه ميوزيك للصوتيات والمرئيات، وهو أول البوم يجمع بين محمد عدوية وشركة كلمه ميوزيك.

## قائمة الأغاني
- قعدت تبكى - 04:36 (كلمات:يحيى مرسى، الحان:تامر على)
- الطيب احسن - 05:21 (كلمات:أمير طعيمه، الحان:محمد عدوية)
- انا وحدى وبس - 04:07 (كلمات:صفوت زينهم، الحان:أحمد فرحات)
- انا شايف - 05:13 (كلمات:منصور النادى، الحان:محمد رحيم)
- سبع ليالى - 03:34 (كلمات:ياسر حسين، الحان:يوسف ونس)
- الموال – 04:51 (كلمات:فلكلور، الحان:محمد عدوية)
- وشوش-الناس - 05:08 (كلمات:عمرو عصام، الحان:وليد شراقى)
- ولا كان - 04:23 (كلمات:محى حوار، الحان:تامر على)
- يابا-حالى عال - 05:09 (كلمات:أيمن بهجت، الحان:يوسف ونس)
- يسترها ربى - 04:47 (كلمات:ياسر حسين، الحان:محمد رحيم)